# Dryobius sexfasciatus
Dryobius sexfasciatus is een keversoort uit de familie boktorren (Cerambycidae). De wetenschappelijke naam van de soort is voor het eerst geldig gepubliceerd in 1823 door Say.